# Навина Еванс
Др Навина Еванс (септембар 1962, Малезија)  је извршна директорка установе за здравственог образовања Енглеске (Chief Workforce, Training & Education Officer of NHS England)  од октобра 2020. Претходно је била извршна директорка фондације Источни Лондон (East London NHS Foundation Trust ). Такође је обављала и низ функција широм Енглеске укључујући дужност директора  и заменика генералног директора центра за ментално здравље, главног клиничара и клиничког директора центра за услуге менталног здравља деце и адолесцената. Радила је у области медицинског образовању на Бартсовој и  Лондонској Медицинској школи као почасни виши предавач, помоћни декан и ментор академске године.

## Живот и каријера
Рођена је и одрастала у Малезији, да би се одатле још као дете емигрирала у Велику Британију. Дипломирала је медицину на лондонској медицинској школи 1987. године.  Као консултант за дечију и адолесцентну психијатрију је у Источном Лондону а од 1997. године у фондацији East London NHS Foundation Trust
Улогу заменика извршног директора и оперативног директора у фондацији East London NHS Foundation Trust,  Невина је преутела 2011. године. Потом је именована за главног извршног директора у августу 2016. године.
Фондацију East London NHS Foundation Trust  напустила је 2020. године да би постала извршна директорка установе за здравственог образовања Енглеске (Chief Workforce, Training & Education Officer of NHS England). Еванс је на овој позицији била прва и једина жена из етничке мањине која је водила ову организацију. Такође је обављала и дужност привременог директора за радну снагу Енглеске у јуну 2022. године.  Када су се ове две установе спојиле 2023. године Еванс је постала њен главни службеник за обуку и образовање радне снаге. 
Такође је и члан одбора Тхинк Ахеад, организације која обучава социјалне раднике за ментално здравље, а претходно је била почасни виши предавач и помоћник декана на Бартсовој и Лондонској школи медицине и стоматологије. 
Радећи као клинички директор  установе за ментално здравље деце и адолесцента Навина је била укључена и у развој и редизајн услуга, водећи рачуна о пажљивом избору особља, одржавању квалитета и безбедности и поштовање задатих финансијских оквира. Током свог рада Навина је стекла значајно искуство у раду и ван организационих граница, посебно са локалним властима, добровољним сектором, акутним службама и службама у заједници и примарном здравственом заштитом.

## Признања
За њено велико клиничко искуство стечено у психијатрији и педијатрији и њена интересовања и лидерство у побољшању начина пружања здравствене заштите и учењима из извора изван здравствене заштите, додељена су јој следећа признања:
- 2020. године звање почасног члан Краљевског колеџа психијатара.
- 2020. награда ЦБЕ у новогодишњим почастима за заслуге  у руковођењу НХС у црној, азијској и мањинској етничкој заједници.